# Dysauxes sketschana
Dysauxes sketschana là một loài bướm đêm thuộc phân họ Arctiinae, họ Erebidae.